# Manisa FK
El Manisa FK es un equipo de fútbol de Turquía que juega en la TFF Primera División, la segunda categoría nacional.

## Historia
Fue fundado en el año 1994 en la ciudad de Manisa con el nombre Manisa Büyükşehir Belediyespor como equipo de la Sexta División, donde se mantuvo hasta 2011 cuando logra el ascenso a la quinta división.
Cuatro años después juega por primera vez a nivel nacional cuando asciende a la TFF Tercera División, liga de la que es campeón en 2018 y logra el ascenso a la TFF Segunda División. En 2019 es refundado con su nombre actual, y en la temporada 2020/21 es campeón de la liga de manera invicta y logra el ascenso a la TFF Primera División.

## Palmarés
- TFF Second League (1): 2020–21
- TFF Third League (1): 2017–18